# Guillermo Deisler
Guillermo Deisler González (Santiago, 15 de junio de 1940 - Halle, 21 de octubre de 1995) fue un artista chileno dedicado a la poesía visual. Tanto en su tierra natal como durante su exilio, su producción artística constituyó el centro de su vida. Fue escenógrafo y grabador, además ejecutó activamente mail art, poesía visual y libros de artista. Igualmente fue promotor de exposiciones y editor de varias colecciones, entre las cuales figuren "UNI/vers(;)" y “WORTbild”.

## Biografía
Descendiente de una familia de Prusia, cuyo abuelo había emigrado a Latinoamérica a comienzos del siglo XIX, Deisler estudió, entre 1954 y 1961, en la Escuela de Artes y Oficios de la ex Universidad Técnica del Estado (UTE, actual USACH) y en la Universidad de Chile. Su formación abarcó desde la metalurgia hasta el diseño teatral e iluminación, además de talleres de cerámica y grabado. Participó asimismo en los talleres de escultura de José Carachi y Claudio Terragó.
Como escenógrafo, desarrolló trabajos en los teatros TEKNOS, ITUCH, MACCABI y Camilo Henríquez. Además integró el taller de grabado del Partido Comunista, donde se inició en la xilografía y trabajó junto a Luz Donoso, Pedro Millar y Santos Chávez, entre otros.
En 1963, en Santiago creó Ediciones Mimbre, producción artístico editorial que luego se trasladó a Antofagasta. En Mimbre se publicaron más de cincuenta títulos, entre libros y carpetas de cuento y poesía, todos ilustrados con sus grabados originales. Esas ediciones se presentaron como un espacio de difusión del trabajo de varios poetas jóvenes de la época, muchos inéditos, como Oliver Welden, Waldo Rojas, Omar Lara, Miguel Littín, Paulina Cors Cruzat, Gregorio Berchenko, Rolando Cárdenas, Eduardo Díaz y Luis Weinstein. 
Fue profesor de gráfica, entre 1967 y 1973, en la Universidad de Chile sede Antofagasta (hoy Universidad de Antofagasta). En 1966, realizó en esa ciudad nortina una exposición de su obra en la galería Nortelibros. Entre 1968 y 1972 se desempeñó como el principal diseñador de la revista literaria Tebaida, dirigida en Arica por Alicia Galaz. En 1969 publicó con Mimbre su primera obra, GRRR, donde se exponen sus primeras incursiones en la poesía visual. En 1972, publicó los libros Poemas visivos y proposiciones a realizar y Poesía visiva en el mundo, la primera antología de poesía visual en Latinoamérica.
Después del golpe militar del 11 de septiembre de 1973, que derrocó el gobierno de Salvador Allende, Deisler fue detenido en Antofagasta junto a otros profesionales de la universidad, de la cual fue expulsado por la dictadura impuesta por el general Augusto Pinochet. Al cabo de algunos meses, logró salir del país gracias a la ayuda de Gregorio Berchenko, quien gestionó su visa en la embajada de Francia.
Después de unos meses en las cercanías de París, habiendo publicado Le Cerveau (Marsella, 1975), Deisler se da cuenta de que ahí no se daban las condiciones para poder establecerse junto a su familia. En busca de otras posibilidades, se traslada a la República Democrática Alemana (RDA), donde es arrestado e interrogado. Con la ayuda de un amigo director de teatro, Guillermo Deisler logra salir de esta situación y, gracias a la existencia de un convenio entre países socialistas, es enviado a Bulgaria. Allí, en 1977, publica el hoy desaparecido Packaging Poetry. Residirá en la ciudad de Plovdiv con su mujer y sus cuatro hijos hasta 1986.
Ese año Deisler regresa a la RDA y se radica definitivamente en Halle, donde trabaja como escenógrafo en el teatro de la ciudad. En Alemania se inaugura la etapa de mayor auge de su obra, desarrollando trabajos al interior de diversos géneros estéticos cuyo punto de convergencia estuvo dado por la poesía visual. En 1987, comienza con UNI/vers (;), un portafolio internacional de poesía visual y experimental, que alcanzó los 35 números con aportes de artistas de arte correo de todo el mundo.
A esta obra, le sucede en 1990 wortBILD, una antología de la poesía visual desarrollada en la RDA, que reúne un conjunto de trabajos producidos más allá de la cultura oficial del país.
Muere víctima de un cáncer en octubre de 1995 en Alemania.

## Obra escrita
- Deisler, Guillermo (Hg.) (a): peacedream project. UNI/vers(;) Visuelle und experimentelle Poesie international. Magazin 1. Halle/Saale 1994.[6]
- Deisler, Guillermo (Hg.) (b): peacedream project. UNI/vers(;) Visuelle und experimentelle Poesie international. Magazin 2. Halle/Saale 1994.
- Deisler, Guillermo und Kowalski, Jörg (Hg.): wortBILD, visuelle Poesie in der DDR. Halle/Saale u.a. 1990.
- Förderkreis der Schriftsteller in Sachsen-Anhalt (Hg.): Guillermo Deisler. Zeichen geben. Hallesche Autorenhefte 18. Halle/Saale 1998.
- Deisler, Guillermo, et al., Deisler: Exclusivo hecho para usted! [Catálogo], editado por Francisca García, Valparaíso 2007.
- Deisler, Guillermo: Algunos hechos que considero importantes en mi biografía (fragmento inédito). Escrituras en Libertad. Poesía experimental española e hispanoamericana del siglo XX. Madrid 2009 (Instituto Cervantes), pp. 478-487.[12][13]

## Exposiciones (selección)
- 1964 - Galería Vanguardia, Santiago de Chile.
- 1966 - Sala de Exposiciones, Librería Nortelibros, Antofagasta, Chile.
- 1967 - Sala de Exposiciones, Librería Kraft, Buenos Aires, Argentina.
- 1970 - Casa de Cultura, Ministerio de Educación, Santiago de Chile.
- 1970 - Galería de Arte José Américo de Almeida, Secretaría de Educação e Cultura, João Pessoa, Paraíba, Brasil.
- 1970 - "Ediciones Mimbre", Sala Ercilla, Antofagasta; Museo Nacional de Bellas Artes, Santiago; Instituto Chileno Francés, Valparaíso.
- 1971 - Galería U, Montevideo, Uruguay.
- 1972 - Museo Nacional de Bellas Artes, Santiago de Chile.
- 1979 - Gráficas, Viejo Plovdiv, Bulgaria.
- 1983 - Sociedad de Escritores de Chile, Santiago de Chile.
- 1987 - Galerie des Kulturbundes, Hainichen, Alemania.
- 1990 - Galerie Gallus, Frankfurt/Oder, Alemania.
- 1991 - Galerie Sophienstrasse, Berlín.
- 1991 - Marché de la Poesie, París, Francia.
- 1992 - Museum für Kunsthandwerk, Frankfurt/Main, Alemania.
- 1993 - Kunsthalle, Kühlungsborn, Alemania.
- 1996 - Sala Juan Egenau, Universidad de Chile, Santiago de Chile.
- 1997 - Centre Internationale de Poesie, Marsella, Francia.
- 1999 - Museo Kitami, Japón.
- 2002 - Casa Cultura Mexicana, Viejo Plovdiv, Bulgaria.
- 2004 - Galería Stelzer und zaglmeier, Halle, Alemania.
- 2006 - Sala Extensión Cultural, Universidad de Talca, Chile.
- 2007 - Exclusivo hecho para usted!, sala Puntángeles, Valparaíso, Chile.
- 2012 - Deisler, los años antofagastinos, Galería de Arte FME/Balmaceda Arte Joven, sede Antofagasta (14 de junio - 26 de julio); Balmaceda Arte Joven, sede Santiago de Chile (29 de agosto - 3 de octubre).[14]